# Arpenik Csarenc
Arpenik Csarenc (örményül: Արփենիկ Չարենց) (Jereván, 1932. július 25. – Jereván, 2008. február 12.) örmény író, irodalomkritikus, a nagy örmény költő, Jegise Csarenc lánya.

## Élete

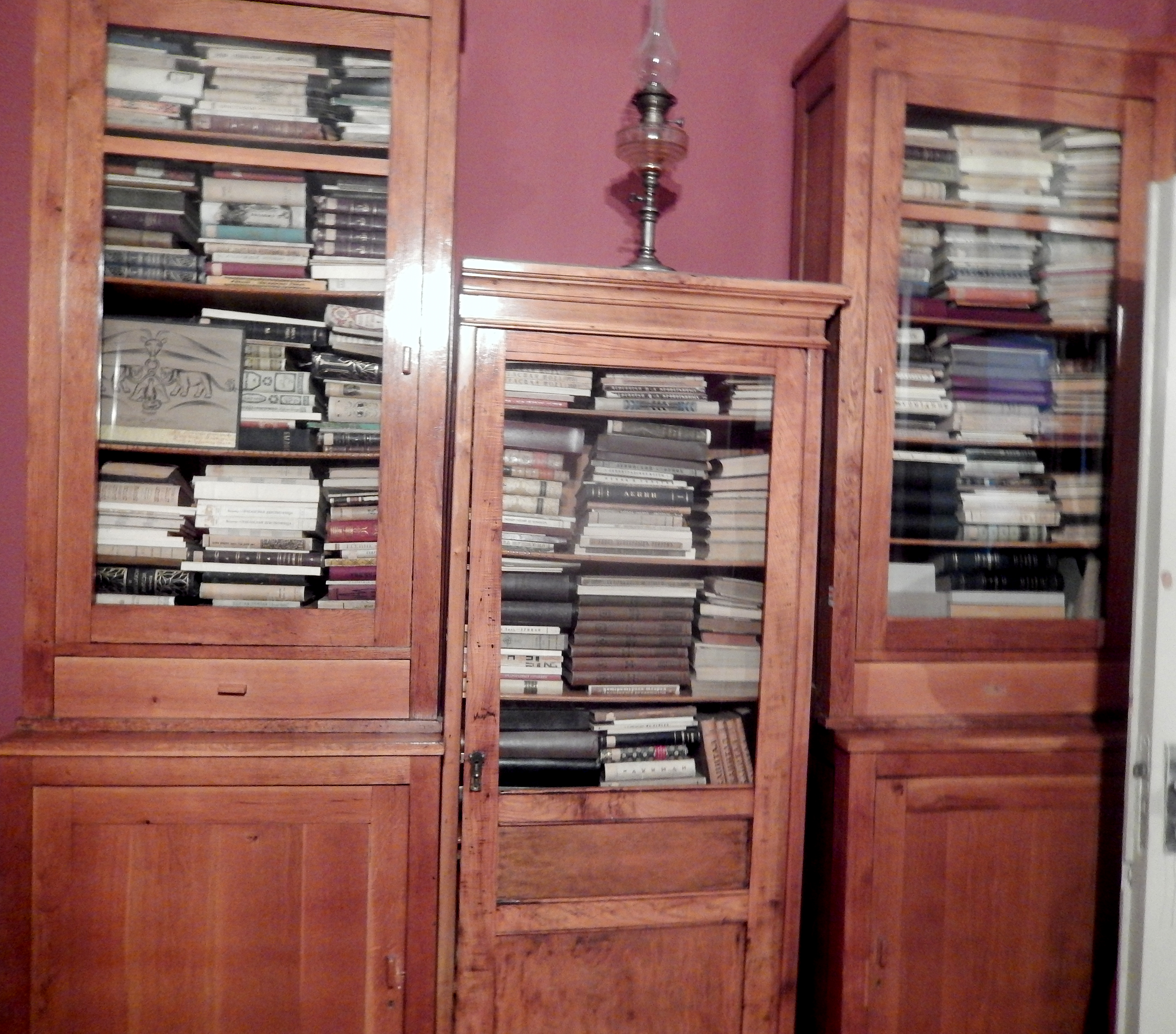
Jegise Csarenc magánkönyvtára

Édesanyja (Izabella Movszeszovna Nyazova) Jegise Csarenc második felesége Moszkvában született, egy orosz iskolában tanult. A férjével Jerevánban találkoztak, az asszony az örmény ábécét házas asszonyként tanulta meg, Csarenc volt az első nagy szerelme. A szüleit a nagy tisztogatás idejében letartóztatták, a lány 1937-ben gyermekotthonba került Kanakerben. Évekkel később filológiát tanult a Jereván Állami Egyetemen. Jerevánban a Csarenc Múzeum egyik alapítója (egyben a Tudományos Tanács elnöke), apja könyvtárából összeállítva a 6000 kötetet. Elemezte és terjesztette az egész országban Jegise Csarenc irodalmi munkásságát és életét, a Csarenc-tanulmányok szakértője. Regényeket, novellákat és visszaemlékezéseket is írt szomorú gyermekkoráról. Tagja volt az Örményországi Írók Szövetségének.
Arpenik Csarenc fiai: Jegise Ohanjanyan és Armen Csarenc.

## Művei
- A Gyerekház (1994)
- Jegise Csarenc imádságai (1999)
- Egyetemeim (2000)
- Az ismeretlen belül ismert (2005)

## Fordítás
- Ez a szócikk részben vagy egészben  az   Arpenik Charents című angol Wikipédia-szócikk ezen változatának fordításán alapul.  Az eredeti cikk szerkesztőit annak laptörténete sorolja fel. Ez a jelzés csupán a megfogalmazás eredetét és a szerzői jogokat jelzi, nem szolgál a cikkben szereplő információk forrásmegjelöléseként.